# Texas Christian University

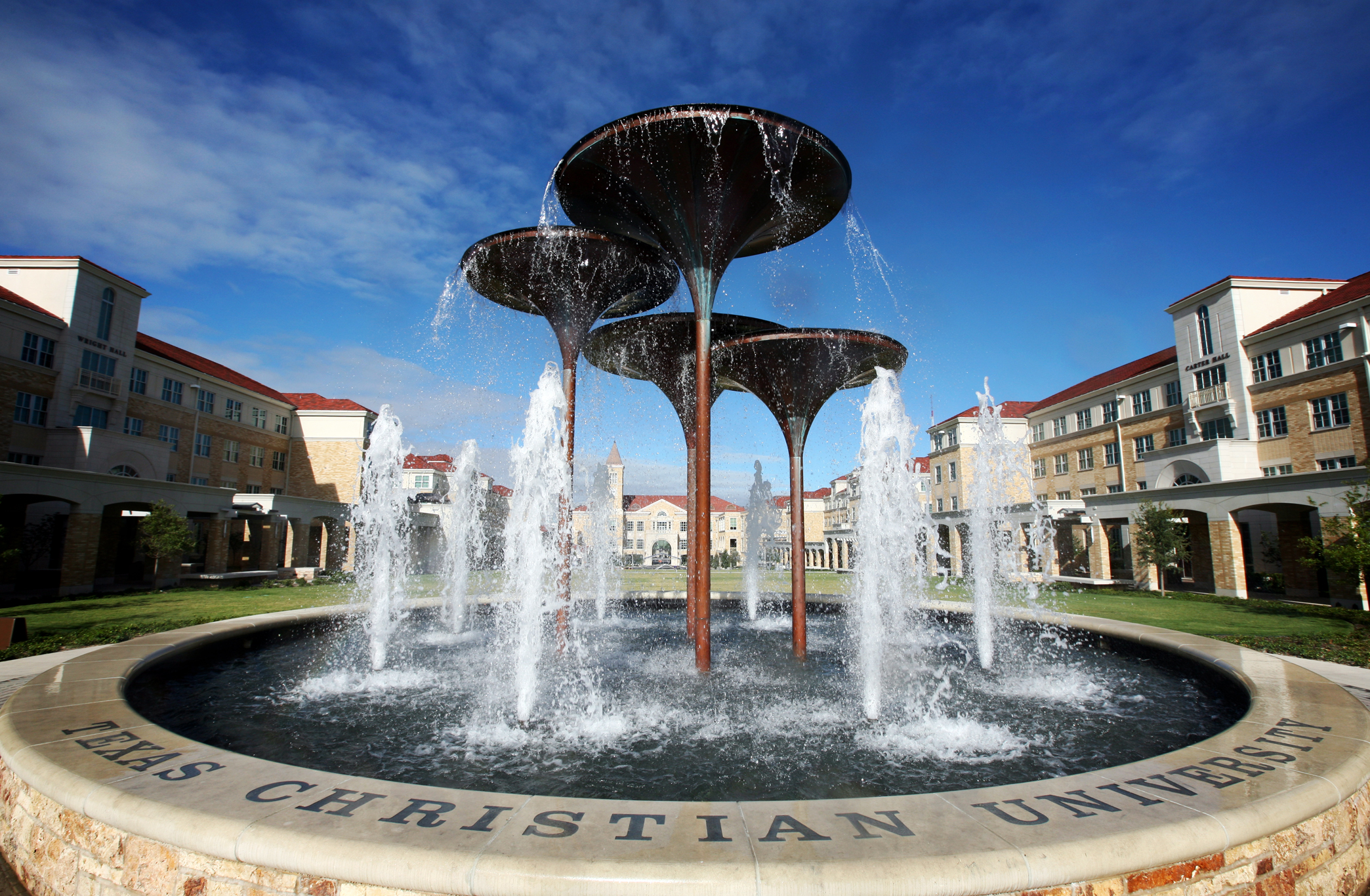
Frog Fountain

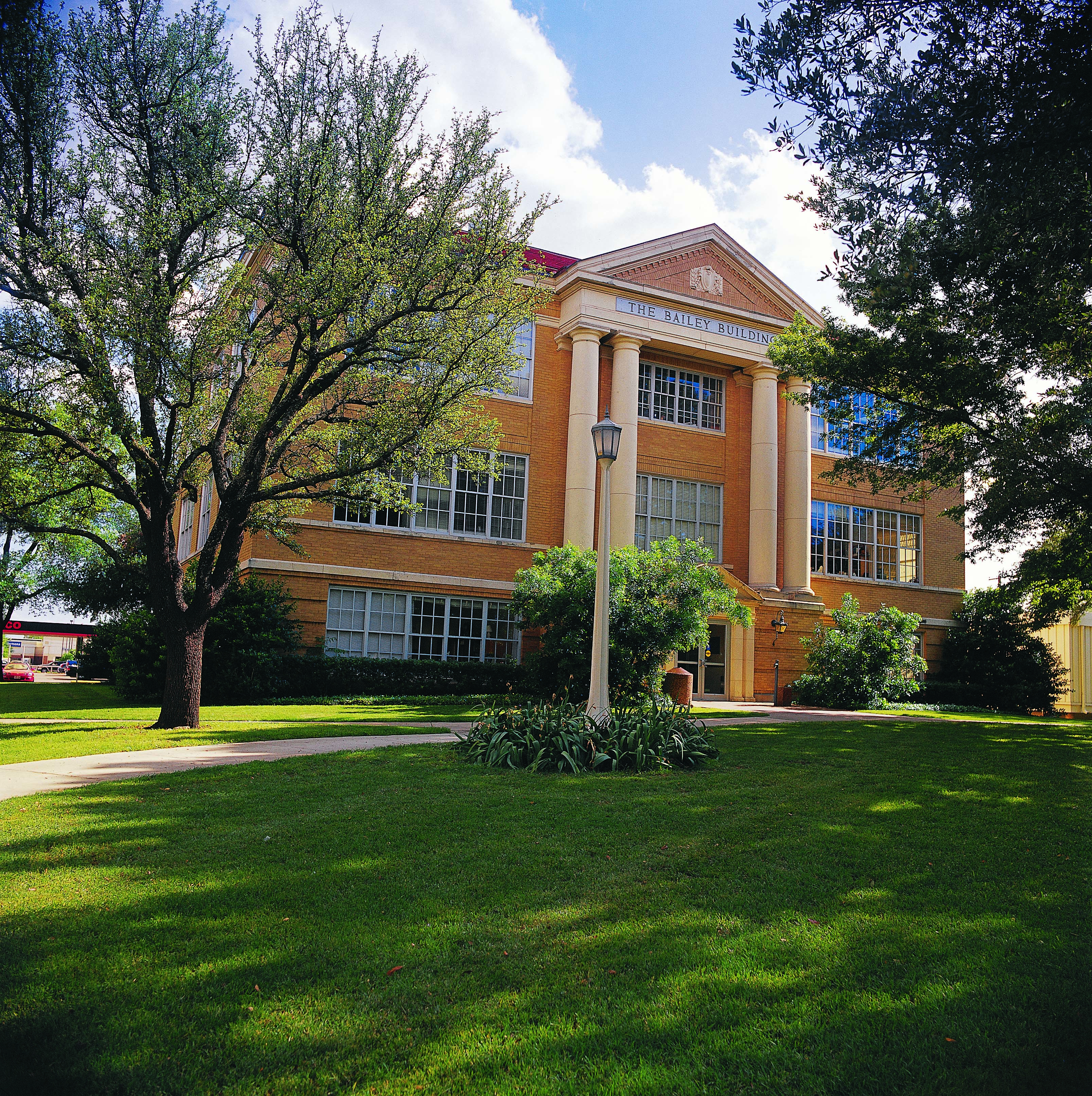
Bailey Building

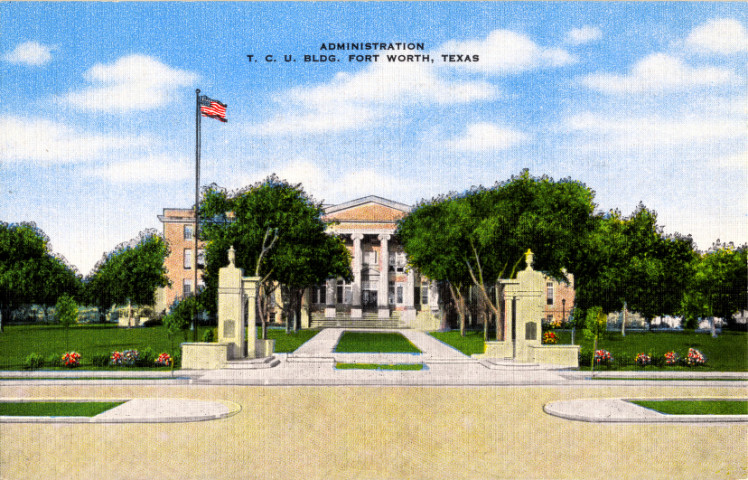
Administration Building, etwa 1911–1924

Die Texas Christian University (auch TCU genannt) ist eine private Universität in Fort Worth, Texas in den Vereinigten Staaten. Die Hochschule ist mit der Christian Church (Disciples of Christ) verbunden und wurde 1873 gegründet.

## Geschichte
Die beiden Brüder Addison und Randolph Clark gründeten nach ihrer Rückkehr vom Amerikanischen Bürgerkrieg zusammen mit ihrem Vater Joseph A. Clark 1873 in der texanischen Kleinstadt Thorp Spring das AddRan Male & Female College. AddRan, gebildet aus den Vornamen der beiden Brüder, war der Name Addisons ersten Sohns, der 1872 im Alter von drei Jahren an Diphtherie starb. Der Name ist heute noch Bestandteil der geistes- und sozialwissenschaftlichen Fakultät.
Die Brüder waren religiöse Gelehrte des Campbellite-Stroms innerhalb des in der amerikanischen Kirchen dominanten Restoration Movement des 19. Jahrhunderts. Die Campbelliten waren die geistigen Vorläufer der Christian Church (Disciples of Christ), Gemeinden Christi und der Independent Christian Churches/Churches of Christ. Sie zeichneten sich als engagierte Bildungsbefürworter aus. Die Clark-Brüder unterhielten von 1869 bis 1874 die studiumsvorbereitende Male & Female Seminary of Fort Worth, hatten aber vermehrt Interesse an einer Hochschule für Frauen und Männer, die christliche Züge trägt, aber nicht konfessionsgebunden ist.
Das AddRan College war zu einer Zeit, in der landesweit nur 15 % aller Studenten weiblich waren, eine der ersten gemischtgeschlechtlichen Hochschulen westlich des Mississippi. Im ersten Jahr waren 13 Studenten im AddRan College eingeschrieben, zum Ende des Studienjahres waren es bereits 123. Im Jahr 1889 ging die Hochschule eine Partnerschaft mit der Christian Church (Disciples of Christ) ein und wurde in AddRan Christian University umbenannt.
Im Zuge weiterer Expansionen zog die Hochschule 1895 nach Waco, Texas, wo auch die Baylor University ihren Sitz hatte. 1902 wurde die Hochschule abermals umbenannt, diesmal in den noch heute lautenden Namen Texas Christian University (meist abgekürzt: TCU).
1910 brannte das Hauptgebäude unter nicht geklärten Umständen ab. Um den Neubau zu finanzieren und die Hochschule dazu zu bewegen, in das rasch wachsende Fort Worth umzuziehen, stellte eine Gruppe von Geschäftsleuten der Universität Gelder in Höhe von 200.000 US-Dollar und eine Fläche von zwei Hektar zur Verfügung. TCU nahm noch im selben Jahr den Betrieb an ihrem neuen Standort auf.

## Fakultäten
- AddRan College of Liberal Arts (Geistes- und Sozialwissenschaften)
- Brite Divinity School (Theologie)
- Bob Schieffer College of Communication (Kommunikationswissenschaften)
- College of Fine Arts (Bildende und darstellende Kunst, Musik)
- College of Science & Engineering (Naturwissenschaften und Ingenieurwesen)
- Harris College of Nursing and Health Sciences (Pflege- und Gesundheitswissenschaften)
- M.J. Neeley School of Business (Betriebswirtschaftslehre)
- College of Education (Pädagogik)

## Zahlen zu den Studierenden
Im Herbst 2020 waren 11.379 Studierende eingeschrieben. Davon strebten 9.704 (85,3 %) ihren ersten Studienabschluss an, sie waren also undergraduates. Von diesen waren 59 % weiblich und 41 % männlich; 3 % bezeichneten sich als asiatisch, 5 % als schwarz/afroamerikanisch und 16 % als Hispanic/Latino. 1.675 (14,7 %) arbeiteten auf einen weiteren Abschluss hin, sie waren graduates.

## Sport

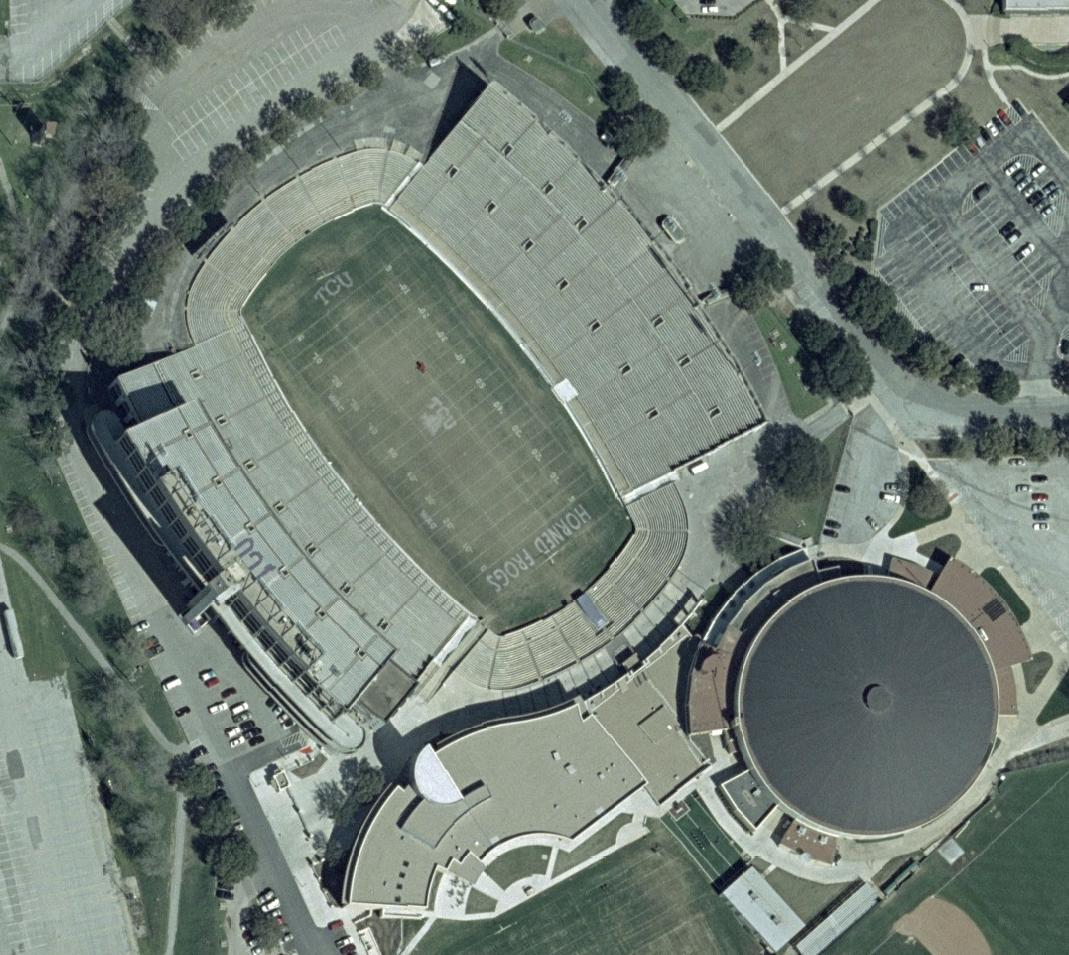
Das Amon G. Carter Stadium auf dem Campus der Universität

TCU ist Teil der National Collegiate Athletic Association (NCAA) und Mitglied in der Big 12 Conference (Division I, FBS im American Football). TCU war viele Jahre zusammen mit University of Texas, Texas A&M University, Texas Tech University, Baylor University, Southern Methodist University, University of Houston, University of Arkansas und Rice University Mitglied in der Southwest Conference, bis diese Liga durch die Bildung der Big 12 Conference auseinanderbrach. TCU schloss sich dann zuerst der Western Athletic Conference an, ging 2001 zur Conference USA über. 2005 wechselte TCU zur Mountain West Conference und ist mittlerweile seit 2012 in der Big 12 Conference angesiedelt.
Die Sportteams werden nach ihrem Maskottchen Horned Frogs genannt, der regional übliche Name für die in Texas heimische Wüstenkrötenechse.

## Persönlichkeiten
- Anthony Alabi – ehemaliger Footballprofi für die Miami Dolphins
- Sammy Baugh – Finalist für die Heisman Trophy 1935; NFL-Rekordhalter und neunfacher All-Pro
- Lyle Blackwood – Safety im Team der Miami Dolphins, 14 Spieljahre in der NFL, spielte in zwei Super Bowls
- Larry Brown – Cornerback im Team der Dallas Cowboys und Oakland Raiders, MVP des 30. Super Bowl
- Betty Buckley – Schauspielerin am Broadway
- James Cash, Jr. – Vorsitzender des MBA-Programms der Harvard University und Senior Associate Dean and Chairman bei HBS Publishing (1998 bis 2003); Aufsichtsratsmitglied bei General Electric und Microsoft
- Andy Dalton – NFL-Quarterback für die Dallas Cowboys
- John Davis – Unternehmer und Milliardär; Gründer von 1-800-Flowers
- Kenneth Davis – 1984 Finalist für die Heisman Trophy; All American Runningback; spielte in 4 Super Bowls mit den Buffalo Bills.
- Gordon England (MBA '75) – 71. und 73. Secretary of the Navy, seit 2005 stellvertretender Verteidigungsminister
- Larry Foyt – NASCAR- und Indy-Racing-League-Rennfahrer
- Glenda Green – Künstler und Autor des 1998 veröffentlichten Bestsellers Love Without End, Jesus Speaks
- J.J. Henry – Golfprofi in der PGA of America; Mitglied des Ryder-Cup-Teams 2006
- Kristin Holt – Fernsehmoderatorin; vormals Cheerleader der Dallas Cowboys; Finalist in der ersten Staffel der Fernsehtalentshow American Idol
- Sandora Irvin – Basketballspielerin in der Women’s National Basketball Association, Phoenix Mercury
- Dan Jenkins – Schriftsteller und Autor für Sports Illustrated
- James Kerwin – Film- und Theaterregisseur
- Bob Lilly – Defensive Tackle bei den Dallas Cowboys, Mitglied der Pro Football Hall of Fame
- Stansly Maponga – Footballspieler auf der Position des Defensive End
- Jeff Newman – Baseballspieler in der Major League
- Davey O’Brien – Empfänger der Heisman Trophy 1938; Quarterback in der NFL im Team der Philadelphia Eagles
- Casey Printers – NFL-Quarterback im Team der Kansas City Chiefs
- Mike Renfro – 10 Jahre lang NFL-Profi im Team der Oilers und der Cowboys
- Khadevis Robinson – Leichtathlet im 800-Meter-Lauf
- Win Rockefeller – Vizegouverneur des Bundesstaats Arkansas von 1996 bis zu seinem Tod 2006
- Rod Roddy – Ansager der amerikanischen Version von Der Preis ist heiß
- Bob Schieffer – Journalist, seit 1969 mit CBS News; Moderator von Face the Nation
- Aaron Schobel – Defensive End im NFL-Team der Buffalo Bills
- Bo Schobel – Defensive End im NFL-Team der Indianapolis Colts
- Matt Schobel – Tight End im NFL-Team der Philadelphia Eagles
- Travis Schuldt – Schauspieler in den Fernsehserien Passions, 10-8: Officers on Duty und Scrubs
- Kurt Thomas – NBA-Spieler in den Teams der New York Knicks und der Phoenix Suns
- LaDainian Tomlinson – NFL MVP 2006, Finalist für die Heisman Trophy 2000, dreimal in den Pro Bowl gewählt, Runningback bei den San Diego Chargers und den New York Jets, hält verschiedene NFL-Rekorde.
- Kris Tschetter – Profigolfer in der LPGA Tour
- Halapoulivaati Vaitai – American-Football-Spieler
- Will Walls – American-Football-Spieler und -Trainer
- Roger Williams – Secretary of State im Bundesstaat Texas, Autohändler in Weatherford, Texas
- Jeff Zimmerman – All-Star-Pitcher im Team der Texas Rangers